# Allocreadium fasciatusi
Allocreadium fasciatusi är en plattmaskart. Allocreadium fasciatusi ingår i släktet Allocreadium och familjen Allocreadiidae. Inga underarter finns listade i Catalogue of Life.